# Brunft

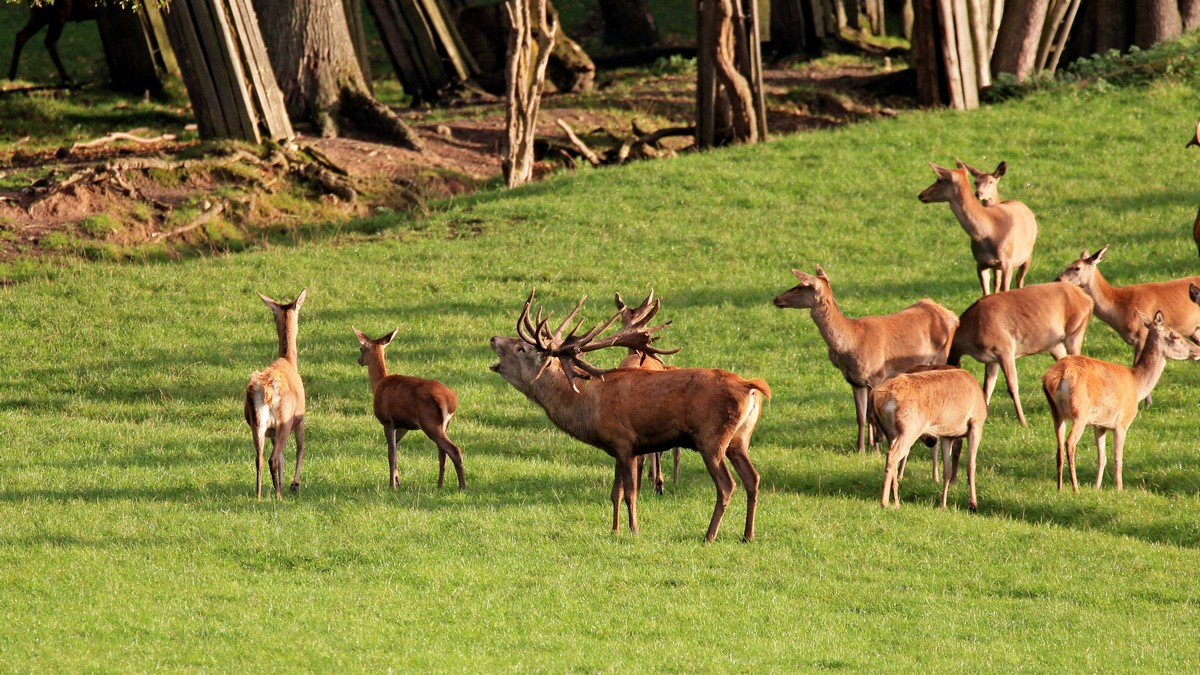
Rothirsch in der Brunft

Der Begriff Brunft (über mittelhochdeutsch brunft, von althochdeutsch brëman „brummen“, „brüllen“, wegen des verlangenden Geschreis der männlichen Tiere in ihrer Paarungszeit übertragen auf diesen Zeitraum) oder auch Brunst (über mittelhochdeutsch brunst, althochdeutsch brunst, wie „Inbrunst“ ‚Leidenschaft‘ und einprünstigkeit ‚Entzündung‘, zu brinnen „brennen“) ebenso wie die gleichbedeutenden Begriffe Brunftzeit, Brunstzeit und Ranzzeit (spätmittelhochdeutsch rantzen „ungestüm springen“, mittelhochdeutsch ranken „sich hin- und herbewegen“) sind Synonyme für Paarungszeit. Sie kommen aus der Jägersprache für wiederkäuendes Schalenwild. Paarungswillige Hirsche lassen in der Brunft auf dem Brunftplatz regelmäßig ihre Brunftschreie ertönen, diese Lautäußerungen werden beim Rothirsch als Röhren bezeichnet.